# Violetborsthoningzuiger
De violetborsthoningzuiger (Cinnyris chalcomelas; synoniem: Nectarinia chalcomelas) is een zangvogel uit de familie Nectariniidae (honingzuigers).

## Verspreiding en leefgebied
Deze soort komt voor op de savannen van zuidelijk Somalië en oostelijk Kenia.